# Proteïnes d'unió a actina
Les proteïnes d'unió a actina (conegudes també com a ABPs, per les seves sigles en anglès: Actin-Binding Proteins), són proteïnes que s'uneixen a l'actina. Això suposa que tenen la capacitat d'unir-se a monòmers d'actina, a polímers o als dos.
Moltes d'aquestes proteïnes, incloent-hi l'α-actinina, β-espectrina, distrofina, utrofina i fimbrina efectuen aquesta unió a través del domini d'homologia d'unió a actina de la calponina.
La llista, en ordre alfabètic, inclou les molècules disruptores de la polimerització de l'actina.

## 0–9
- 25kDa
- ABP de 25kDa ABP de p185neu aòrtic
- 30akDA (ABP dimèric de 110 kD)
- 30bkDa (110 kD, drebrina)
- 34kDA
- 45kDa
- p53
- p58gag[2]
- p116rip

## A
- Alfa-actinina
- Abl
- AbLIM (MAPKKK interaccionant amb l'actina)
- ABP120
- ABP140
- Abp1p
- ABP280 (filamina)
- ABP50 (EF-1a)
- Acan 125 (CARMIL)
- ActA
- Actibind
- Actina
- Actinfilina
- Actinogelin
- Actobindina
- Actolinkina
- Actopaxina
- Actoforina
- Actup
- Adducina
- ADF/Cofilina
- Adseverina (scinderina)
- Afadina
- AFAP-110
- Afixina
- Aginactina
- AIP1
- Aldolasa
- Angiogenina
- Anilina
- Anexina
- Aplironina
- Archvillina
- Arginina cinasa
- Armonina b
- Arp2/3

## B
- Banda 4.1
- Banda 4.9 (Dematina)
- Beta-actinina
- b-Cap73
- Bifocal
- Bistramida A
- BPAG1
- Brevina (gelsolina)

## C
- c-Abl
- Calpactina (annexina)
- CHO1
- Cortactina
- Camcinasa II
- Calponina
- Condramida
- Cortexilina
- CAP
- Caltropina
- CH-ILKBP
- CPb3
- Cap100
- Calvasculina
- Ciboulot
- Coactosina
- CAP23
- CARMIL
- Acan125
- Cingulina
- Citovil·lina (ezrina)
- CapZ
- Alfa-catenina
- Cofilina
- CR16
- Caldesmona
- CCT
- Comitina
- Citocalasina
- Calicina
- Centuarina
- Coronina

## D
- DBP40
- Drebrina
- Dematina (banda 4.9)
- Dinacortina
- Destrina (ADF/cofilina)
- Distonina
- Diaphanous
- Distroglicano
- ADNasa I
- Distrofina
- Doliculida
- Dolastatina

## E
- EAST
- Endosina
- EF-1a (ABP50)
- Eps15
- EF-1b
- EPLIN
- EF-2
- Epsina
- ERK
- ENC-1
- ERM
- END3p
- Escruïna
- Escinderina (adseverina)
- Espectraplaquina
- Espectrina
- Ezrina

## F
- F17R
- Fodrina (espectrina)
- Fascina
- Formina
- Fessilina
- Frabina
- FHL3
- Fragmina
- Fhos
- FLNA (filamina A)
- Fimbrina (plastina)

## G
- GAP43
- Glicogenina
- Gas2
- Proteïna G
- Gelactina I-IV
- Gelsolina
- Glucocinasa

## H
- Hrp36
- Hexocinasa
- Hrp65-2
- Hectoclorina
- HS1
- Helicasa II
- Hsp27
- HIP1 (proteïna interaccionant amb hungtintina 1)
- Hsp70
- Histactofilina
- Hsp90
- Hsp100

## I
- Inhibidor de l'apoptosi (IAP)
- Insertina
- Interaptina
- IP3cinasa A (Inositol 1,4,5-trisfosfat 3-cinasa A)
- IQGAP
- Integrina

## J
- Jaspisamida A
- Jasplaquinolida

## K
- Kabiramida C
- Kaptina
- Kettina
- proteïna Kelch

## L
- Latrunculina L2
- 5-Lipoxigenasa
- Limatina
- Lim cinasa
- Proteïna Lim
- L-plastina

## M
- MacMARKS
- Mena
- Miopodina
- MAP1A
- Merlin (relacionat amb les proteïnes ERM)
- Miosina
- MAP-1C
- Metavinculina
- Moesina (la M de les proteïnes ERM)
- MAL
- Mip-90
- Cadena lleugera de la miosina A1
- MARKS
- MIM
- MAYP
- Micalolida (un macròlid)
- Maivè
- Proteïna bàsica de la mielina

## N
- Proteïna d'unió a l'àcid naftiltalàmic (NPA, N-RAP)
- Nebulina
- N-WASP
- Neurabina
- Nullo
- Neurexina
- Neurocalcina
- Nexilina
- Neurabina

## O
- OYE2

## P
- Paladina
- Plastina
- p30
- PAK (cinasa activada per p21)
- Plectina
- p47PHOX
- Parvina (actopaxina)
- Prefoldina
- p53
- PASK (cinasa relacionada amb Ste20 rica en prolina i alanina)
- Presenilina I
- p58
- Fal·loïdina, no és una proteïna, sinó un pèptid cíclic petit
- Profilina
- p185neu
- Ponticulina
- Proteïna cinasa C
- Porina
- P.IB
- Prk1p cinasa reguladora de l'actina
- Proteïna d'unió a la vitamina D]

## R
- Radixina (la R de les proteïnes ERM)
- Rapsina
- Receptor d'EGF
- Rizopodina
- RPL45
- Toxina RTX (Vibrio cholerae)
- RVS 167

## S
- Sac6
- Sla1p
- Sacarosa sintetasa
- S-Adenosil-L-homocisteïna hidrolasa, (SAHH)
- Sla2p
- Sinaptopodina
- Sinapsina
- Severina
- SVSII
- Shot
- Spire
- Shroom
- Smitina (titina de múscul llis)
- Supervil·lina
- SipA
- Smoothelina
- SipC
- Sra-1
- Spinofilina
- Srv2
- Ssk2p
- Swinholida

## T
- Talina
- Toxofilina
- Twinfilin
- Tau
- Trabeculina
- Twinstar
- TCP-1
- Transgelina
- Tensina
- Tropomodulina
- Timosina
- Tropomiosina
- Titina
- Troponina
- TOR2
- Tubulina bIV

## U
- Ulapualida
- Utrofina
- Unc-87
- Unc-60 (ADF/cofilina)

## V
- VASP
- Vinculina
- VAV
- Verprolina
- VDAC
- Vil·lina

## W
- WIP
- WASp

## Y
- Y-box
- YpkA (YopO)

## Z
- Zo-1
- Zixina